# لانه

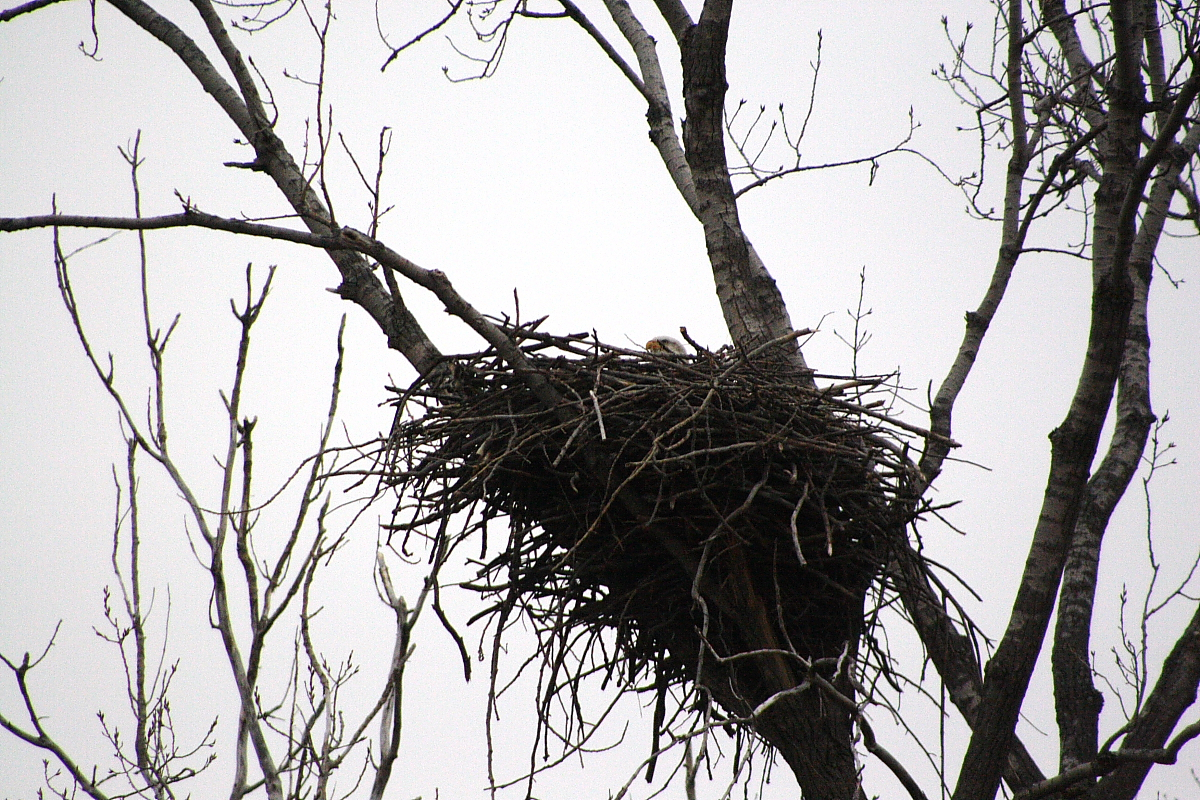
آشیانه نوعی عقاب

آشیانه (در پرندگان) یا لانه (در دیگر جانوران) (به انگلیسی: Nest)، پناهگاهی است به منظور نگهداری و حفاظت جانوران، فرزندانشان و تخم‌هایشان. لانه همچنین محلی برای زندگی و رشد نوزادان یا بچه‌های جانداران (معمولاً پرندگان و خزندگان) به‌شمار می‌رود. لانه‌ها معمولاً از برگ، علف و شاخه‌های کوچک درختان درست می‌شود. به لانهٔ پرندگان آشیانه می‌گویند.
ساختمان لانه یک اصطلاح زیست‌شناسی شناخته می‌شود که به عنوان غریزه لانه‌سازی در پرندگان و پستانداران شناخته می‌شود. به‌طور کلی هر گونه سبک متمایزی از لانه دارد. پیچیدگی لانه تقریباً با سطح مراقبت والدین توسط بزرگسالان ارتباط دارد. ساختمان لانه یکی از مزیت‌های اصلی سازگاری در بین پرندگان به‌شمار می‌رود و آنها بیشترین تغییر را در لانه‌های خود دارند از سوراخ‌های ساده زمین گرفته تا لانه‌های مشترک اجتماعی که میزبان صدها نفر است. لانه‌های سگ‌های دشتی و چندین حشره اجتماعی می‌توانند میزبان میلیون‌ها فرد باشند.

## هدف لانه‌سازی و آشیانه‌سازی

### هدف ساختاری
ساختمان لانه غالباً با انگیزه زیستی در جانوران باردار برای محافظت از فرزندان خود شناخته می‌شود که به عنوان غریزه لانه سازی شناخته می‌شود. جانوران برای محافظت از تخم‌ها، فرزندان یا خود در برابر خطر لانه می‌سازند. ساده‌ترین ساختارهای لانه برای پنهان کردن تخم‌ها از شکارچیان، محافظت از آنها در برابر خورشید یا سایر عوامل محیطی یا به راحتی جلوگیری از پراکنده شدن آن‌ها در جریان‌های اقیانوس است. در برخی موارد، لانه‌ها همچنین به ایمنی حیوانات تخم‌گذار کمک می‌کنند.

### هدف اجتماعی

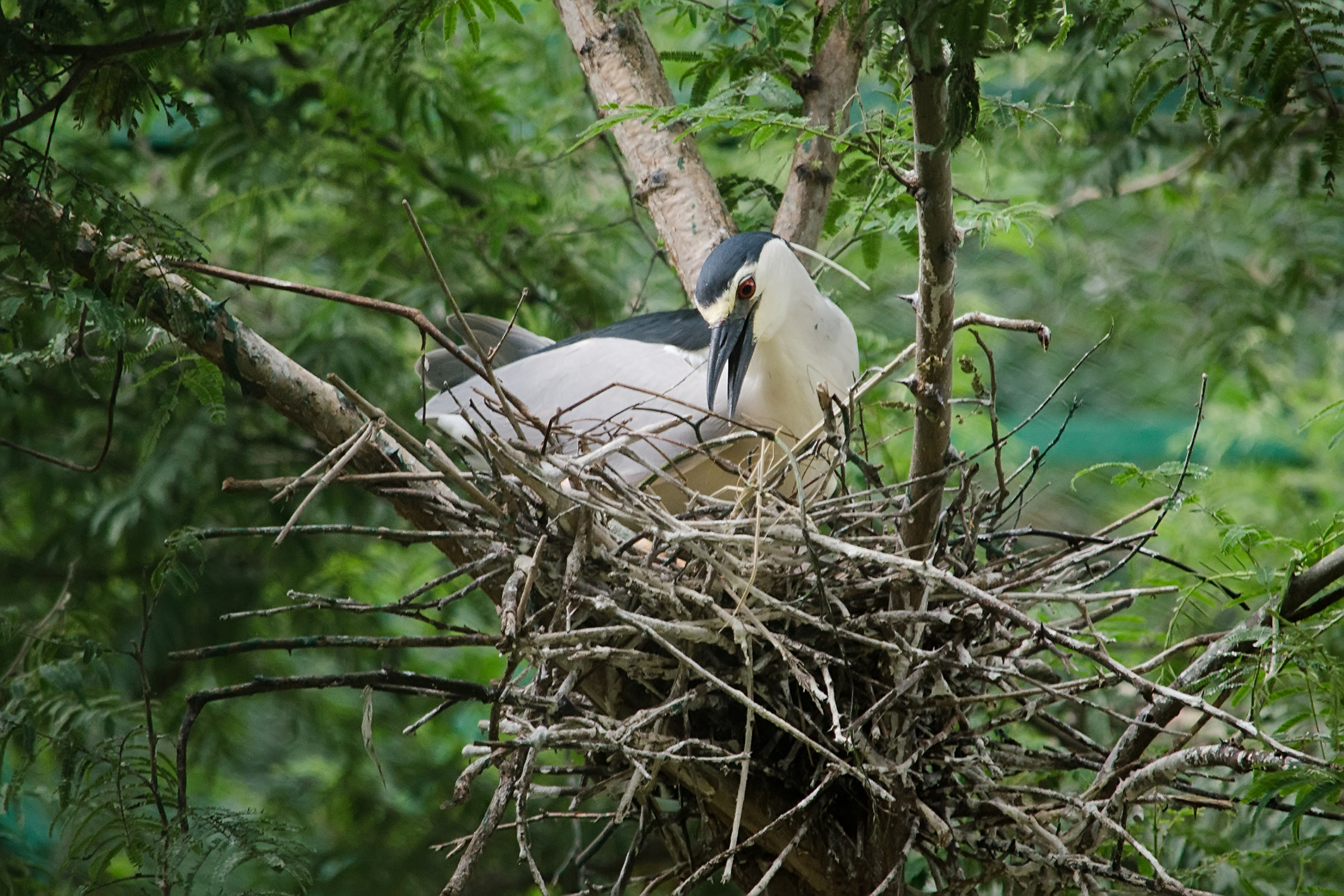
یک جفت عقاب ماهی‌گیر در حال ساخت لانه

بسیاری از سازندگان لانه مراقبت والدین را برای کودکان خود انجام می‌دهند، در حالی که دیگران به راحتی تخم‌های خود را می‌گذارند و آنجا را ترک می‌کنند. جوجه‌ریزی (جوجه‌کشی تخمها با نشستن روی آنها) در بین پرندگان معمول است. به‌طور کلی، پیچیدگی لانه در ارتباط با سطح مراقبت والدین ارائه شده افزایش می‌یابد. آشیانه‌سازی رفتارهای اجتماعی را تقویت می‌کند و باعث می‌شود جمعیت بیشتری در فضاهای کوچک تا حد افزایش ظرفیت حمل و نقل یک محیط افزایش یابد. حشراتی که پیچیده‌ترین ساختمان لانه را به نمایش می‌گذارند. همچنین بزرگ‌ترین ساختار اجتماعی را به نمایش می‌گذارند. در میان پستانداران، موش خال‌موش! برهنه هنگام ایجاد گودال‌های گسترده‌ای که صدها نفر را در خود جای می‌دهد، ساختار کاست مشابه حشرات اجتماعی را به نمایش می‌گذارد.

### استفاده از محیط زیست
سازگاری در کاربرد مصالح ساختمانی ممکن است یک مزیت سازگاری باشد (انرژی کمتری برای جمع‌آوری مواد استفاده می‌شود) یا یک نقطه ضعف (توانایی کمتر در ساخت تخصص) شواهد موجود نشان می‌دهد که انتخاب طبیعی بیشتر مواقع تخصص را به جای انعطاف‌پذیری در ساخت لانه ترجیح می‌دهد.

### تأثیر بر محیط زیست
ساختمان لانه می‌تواند تأثیر مهمی بر محیط زندگی جانوران بگذارد. فعالیت ترکیبی حفره موریانه‌ها و موش‌های آزمایشی در آفریقای جنوبی سبب ایجاد چشم‌انداز «میما پرای» شده است که توسط مناطق عظیمی از زمین مسطح مشخص شده و با تپه‌هایی به طول ۳۰ متر (۹۸ فوت) و ۲ متر (۶٫۶ فوت) ارتفاع دارد. ساختارهای مشابهی در ایالات متحده وجود دارد که توسط موش‌های جیبی و جوندگان آرژانتین از تیره Ctenomys ایجاد شده است.

## سازندگان لانه
معماری لانه ممکن است به همان اندازه ظاهر فیزیکی جانوران برای تشخیص گونه‌ها مفید باشد. گونه‌هایی که از طریق چنین ابزاری شناسایی می‌شوند، اخلاقی نامیده می‌شوند. این امر به‌ویژه در زنبورها و موریانه‌ها معمول است، اما در پرندگان نیز قابل استفاده است. در بیشتر جانوران، در لانه‌سازی بین افراد تفاوت وجود دارد. اینکه این تفاوت‌ها توسط ژنتیک یا رفتار آموخته‌شده هدایت می‌شود ناشناخته است.
به استثنای چند پستاندار تونل زنی، سازندگان لانه هیچ کالبدشناسی خاصی از خود نشان نمی‌دهند، در عوض از اعضای بدن که عمدتاً برای اهداف دیگر استفاده می‌شود، استفاده می‌کنند. این احتمالاً به دلیل ماهیت پراکنده ساختمان لانه، به حداقل رساندن فشارهای انتخابی آناتومی مورد استفاده برای ساخت لانه است.

### پرندگان

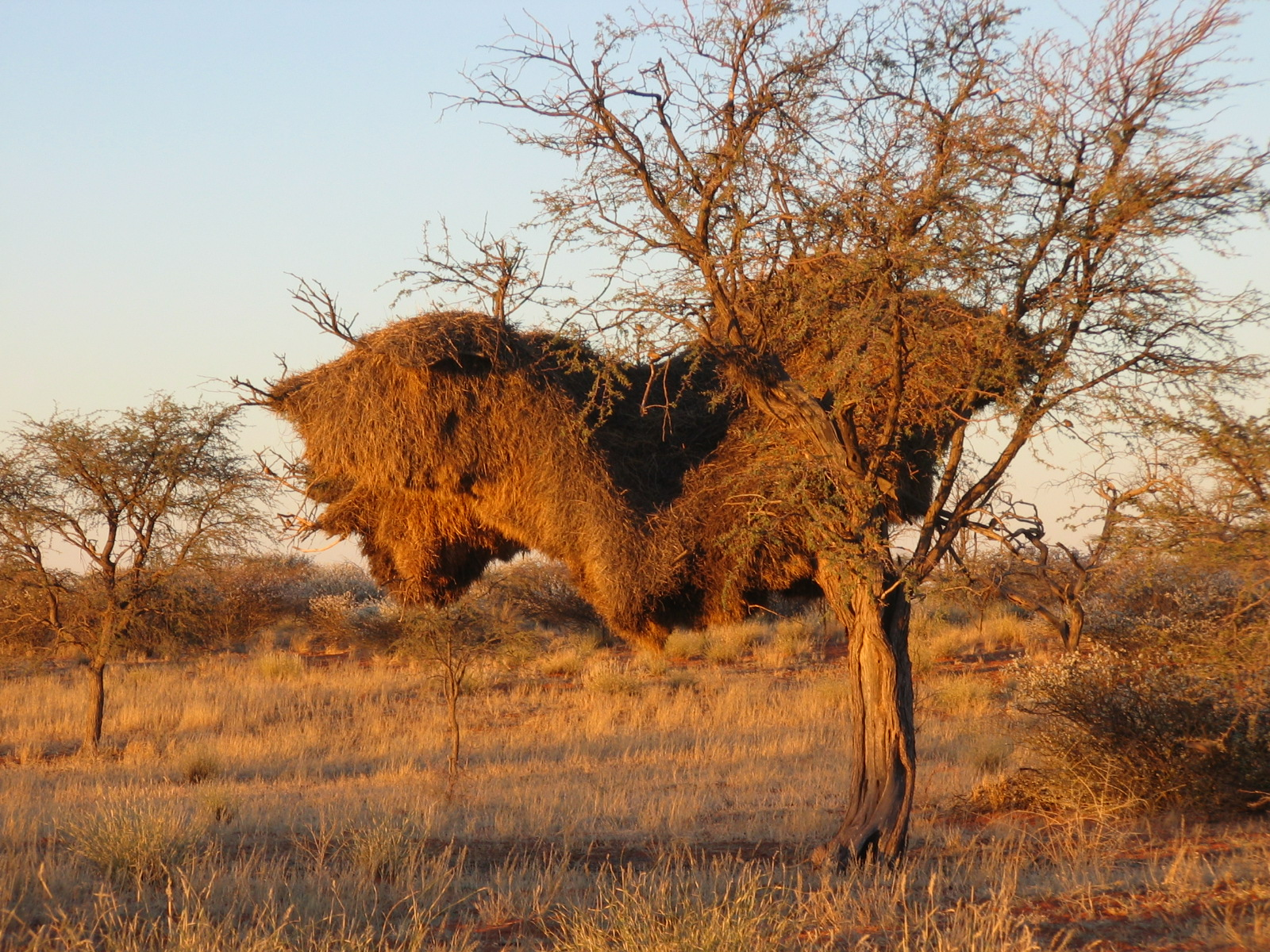
یک کلنی تودرتو از یک بافنده اجتماعی ممکن است صدها پرنده را در خود جای دهد.

به‌طور کلی، پرندگان ماهرترین لانه‌ساز هستند، اگرچه همه گونه‌های پرندگان لانه‌سازی نمی‌کنند، برخی تخم‌های خود را مستقیماً بر روی تاقچه‌های سنگ یا خاک لخت می‌گذارند، بدون اینکه ابتدا منطقه را اصلاح کنند. ساختمان پیچیده لانه یکی از مزایای اصلی سازگاری پرندگان به‌شمار می‌رود. لانه‌ها به تنظیم دما و کاهش خطرات شکار کمک می‌کنند، بنابراین احتمال زنده ماندن فرزندان تا بزرگسالی را افزایش می‌دهند.
لانه‌های پرندگان از فرورفتگی‌های ساده در زمین که به عنوان خراش شناخته می‌شوند تا مجموعه شاخه‌های تا حد زیادی بدون ساختار تا آویزها یا کره‌های بافته شده با دقت متفاوت متفاوت است. مگاپودها، یکی از معدود گروه‌هایی که به‌طور مستقیم بچه‌های خود را پرورش نمی‌دهند، بچه‌های خود را در تپه ای از پوشش گیاهی تجزیه می‌کنند. یک گونه، Macrocephalon maleo، برای گرم نگه داشتن تخم‌های خود از شن و ماسه آتشفشانی گرم شده با حرارت زمین گرمایی استفاده می‌کند. از ساده‌ترین سازندگان لانه، شاهین‌ها، جغدها و بسیاری از مرغ‌های ساحلی هستند. بافندگان شاید پیچیده‌ترین لانه‌ها را به نمایش بگذارند، رشته‌های چمن که به گره بسته شده‌اند. بیشتر لانه‌های پرندگان جایی در وسط قرار می‌گیرند و بیشتر آنها لانه‌های فنجانی شکل را با استفاده از ترکیبی از گل، شاخه‌ها و برگ‌ها و پرها تشکیل می‌دهند. بعضی از پرندگان، مانند فلامینگوها و بادخورک‌ها، از بزاق استفاده می‌کنند تا لانه خود را در کنار هم نگه دارند. بادخورک لانه‌خوراکی از بزاق به تنهایی برای ساختن لانه‌های خود استفاده می‌کند. لانه شاخدار کاملاً از گل و مدفوع تشکیل شده است که روی شاخه‌های درختان قرار می‌گیرد تا به خورشید اجازه دهد آن را به یک ساختار قابل استفاده تبدیل کند. مرغ‌های خیاطی به هم برگ می‌خورند تا پوششی برای مکان‌های لانه خود فراهم کنند.

### پستانداران
بسیاری از گونه‌های پستانداران کوچک مانند جوندگان، خرگوش‌ها و سنجاب‌های زمینی برای محافظت از خود و بچه‌های خود جوراب‌هایی را در زمین حفر می‌کنند. سگ‌های دشتی سیستم پیچیده‌ای از تونل‌ها را می‌سازند که می‌تواند زمین‌های وسیعی را در بر بگیرد. یکی از این سازه‌ها به نام شهر، ۲۵۰۰۰ مایل مربع (۶۵۰۰۰ کیلومتر مربع) مساحت داشت و حدود ۴۰۰ میلیون نفر را در خود جای داده بود. خانه‌های آنها سازگار است تا در برابر تغییرات دما (بالای سطح زمین) بزرگ، سیل و آتش‌سوزی مقاومت کنند. خردسالان آنها در عمیق‌ترین محفظه‌هایی که دما در آن بیشترین میزان دما را دارد بزرگ می‌شوند.

### دوزیستان

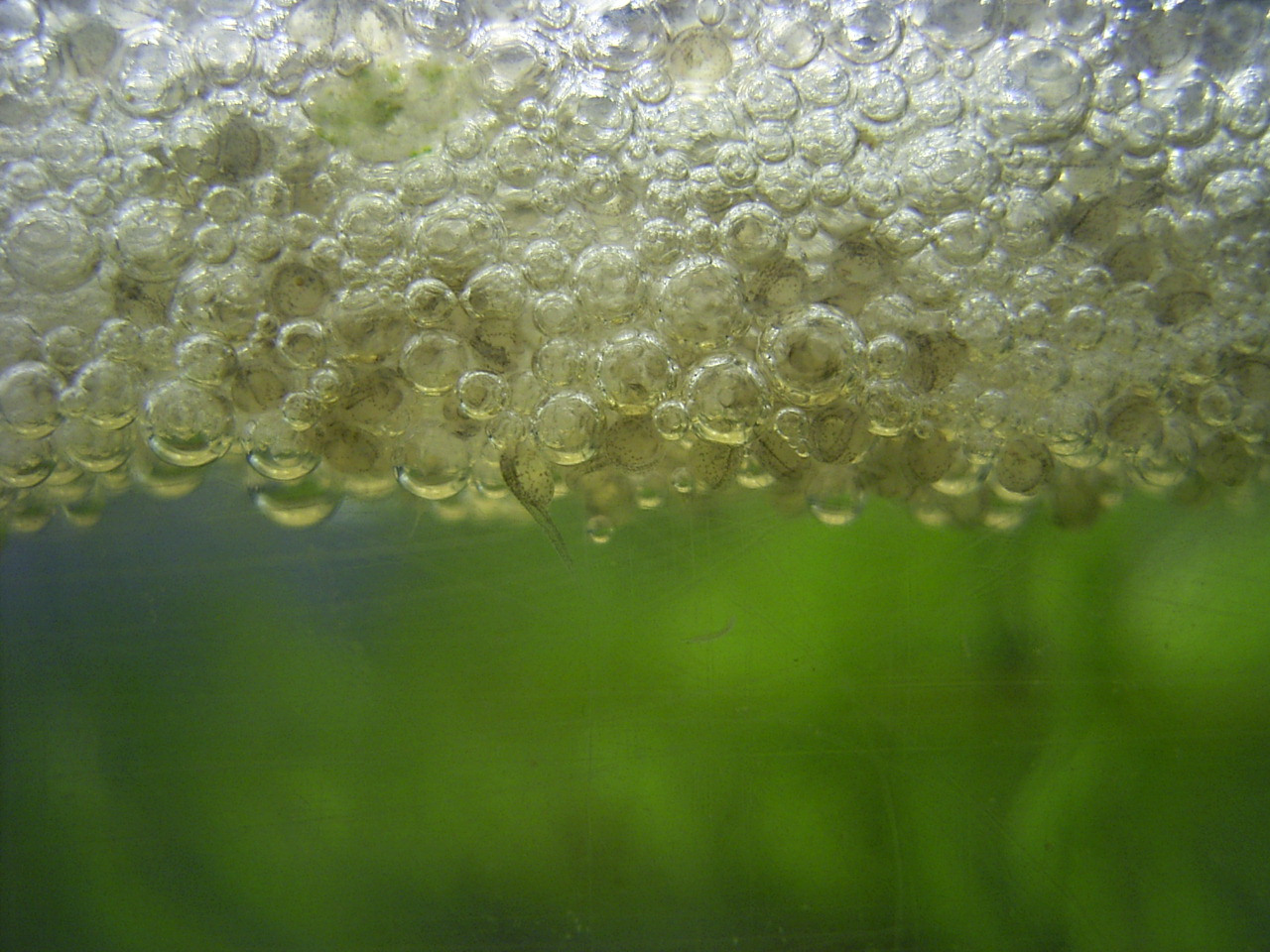
ماهی‌های بهشتی از لانه حبابی شروع به جوجه ریزی می‌کنند.

برخی از گونه‌های قورباغه لانه‌هایی از پیچیدگی ساده تا متوسط ایجاد می‌کنند. بسیاری از قورباغه‌های ساکن جویبار تخم‌های خود را در یک توده ژلاتینی قرار می‌دهند که آنها را به پوشش گیاهی زیر آب متصل می‌کنند. ساختار ژله مانع از شستشوی تخم‌ها می‌شود.

### خزندگان
تمساح آمریکایی به خاطر مهارت‌های فرزندپروری شهرت دارد. آنها لانه‌های بزرگ گل و لای را در حاشیه رودخانه‌ها یا حصیرهای گیاهی می‌سازند. ماده برای تخمگذاری خود در مرکز سوراخ می‌کند، آنها را می‌پوشاند و سپس آنها را به مدت دو ماه محافظت می‌کند تا از تخم خارج شوند. هنگامی که تخمها شروع به جوجه ریزی می‌کنند، او لانه ای را که با گذشت زمان سفت شده است باز می‌کند و بچه‌ها را به سمت آب هدایت می‌کند و برای یک سال دیگر از آنها مراقبت می‌کند. تمساح‌ها در مورد مکان‌های لانه سازی خود بسیار خاص هستند و در صورت خراب شدن یک سایت، سایت را رها می‌کنند.

### دایناسورها
از نظر فسیل، مشخص شده است که بسیاری از دایناسورها یا شاید همه آنها تخمگذاری کردند. دیرینه شناسان تعدادی از ویژگی‌ها را شناسایی کرده‌اند که به آنها امکان می‌دهد یک مکان لانه سازی را از یک خوشه تخمگذاری تصادفی تشخیص دهند. این موارد شامل الگوهای خوشه بندی منظم، همزیستی تخمهای کامل با تخم‌های شکسته یا جوجه ریزی و بروز خصوصیات فیزیکی مانند شواهد حفاری است.
لانه‌های اویراپتور مغولستان شاید مشهورترین مورد لانه سازی دایناسورها باشد. یکی از نمونه‌ها در بالای لانه‌ای که حالت جوجه‌ریزی پیدا کرده بود، فسیل شده بود و اثبات می‌کند نام حیوان ضعیف بوده است (Oviraptor به معنی «تخم‌گذار» است).
سایتی معروف به Egg Mountain در مونتانا شواهد استثنایی از رفتار لانه سازی دایناسورها ارائه می‌دهد. این سایت ده‌ها لانه دارد که هر کدام دارای ۲۰ یا بیشتر تخم مرغ متعلق به Maiasaura است. دندانهای خردسال در محل علائم ساییدگی از خود نشان می‌دهند، در حالی که استخوان‌های پا رشد کافی برای راه رفتن ندارند. این به دانشمندان اجازه می‌داد نتیجه بگیرند که این گونه مراقبت‌های والدین گسترده‌ای را برای بچه‌های جوان خود انجام می‌دهد. به احتمال زیاد این گونه لانه‌های خود را با شن و ماسه و پوشش گیاهی پوشانده است تا آنها را برای افزایش حفاظت در کلنی‌ها گرم و لانه کند.

### حشرات
حشرات اجتماعی از جمله بیشتر گونه‌های مورچه‌ها، زنبورها، موریانه‌ها و زنبورها سازنده لانه هستند. لانه‌های غالباً مفصل آنها ممکن است در بالا یا زیر زمین پیدا شوند. این ویژگی‌ها اغلب شامل سیستم‌های تهویه و اتاق‌های جداگانه برای ملکه، تخم‌های او و افراد در حال رشد است.
زنبورها و شاخدارها اغلب به دنبال حفره‌های طبیعی هستند که در آن می‌توانند لانه‌های خود را بسازند، همچنین به آنها کهیر معروف است، که در آن غذا ذخیره می‌کنند و جوان خود را پرورش می‌دهند. گونه‌های دیگر زنبورها و برخی زنبورها در زمین سوراخ می‌کنند یا از طریق چوب جویدن می‌کنند. به عنوان مثال، در گونه Megachile rotundata، ماده‌ها لانه‌های لوله ای شکل را در چوب‌های پوسیده و همچنین سوراخ‌های کوچک در زمین ایجاد می‌کنند، و هر سلول از دیسک‌های دایره ای شکل ساخته شده با استفاده از فک پایین زنبور عسل از برگ‌های گیاه ساخته می‌شود. لانه زنبورهای عسل بر اساس مومی که از بدن آنها ترشح می‌شود پایه‌ریزی می‌شوند، در حالی که کسانی که از زنبورهای ماده تشکیل می‌شوند به توانایی آنها در تبدیل آب گیاه به کاغذ با استفاده از بزاق بستگی دارند. لانه‌ها معمولاً دارای زندگی تقسیم شده‌ای هستند که تخم مرغ و فروشگاه‌های مواد غذایی در قسمت‌های مشخص کندو نگهداری می‌شوند. زنبورهای و سپید لانه‌های پیچیده‌ای را از مواد کاغذ مانند ایجاد می‌کنند که در سلولهای جداگانه تخم‌گذاری می‌کنند. هنگام جوجه ریزی، والدین آنها لارو جویده شده را به آنها غذا می‌دهند. گونه‌های مختلف ساختارهای مختلف لانه از خود نشان می‌دهند. لانه زنبورهای کاغذی از یک ردیف سلول تشکیل شده‌اند، در حالی که لانه‌های کت زرد می‌توانند دارای ضخامت بسیاری از لایه‌ها باشند و قطر آنها به ۳۰ سانتی‌متر (۰٫۹۸ فوت) برسد. استراتژی‌های لانه سازی می‌توانند پلاستیکی باشند، به عنوان مثال زنبور Parischnogaster mellyi ساختار لانه خود را با توجه به شرایط محیطی قابل توجهی تغییر می‌دهد، و زنبور Mischocyttarus mexicus بسته به توزیع مکان‌های بالقوه لانه در منطقه لانه می‌کند.] اندازه لانه به‌طور چشمگیری تغییر می‌کند و بزرگ‌ترین لانه زنبورهای ضبط شده به قطر ۱٫۷۵ متر (۵٫۷ فوت) قطر و ۳٫۷ متر (۱۲ فوت) قد داشته است. این بنا در نیوزیلند پیدا شده و احتمالاً توسط زنبورهای آلمانی ساخته شده است.

## تأثیر روی گونه‌های دیگر
فراوانی منابع زیستی درون لانه منجر به تعدادی از شکارچیان متخصص شده است. aardvark و مورچه خوار با استفاده از زبان‌های طولانی لانه‌های موریانه و مورچه را شکار می‌کنند. پرندگانی مانند وزوز عسل در لانه زنبور عسل فعالیت می‌کنند، منبعی که توسط هورنت گرمسیری نیز هدف قرار می‌گیرد. همزیستی، از تغذیه با مواد زائد تا انگلی اجباری، در لانه رایج است. لانه‌های مورچه به تنهایی از همزیشه‌های شش طبقه بندپایان پشتیبانی می‌کنند که شامل ۳۵ خانواده فقط از سوسک‌ها است.

## نگارخانه

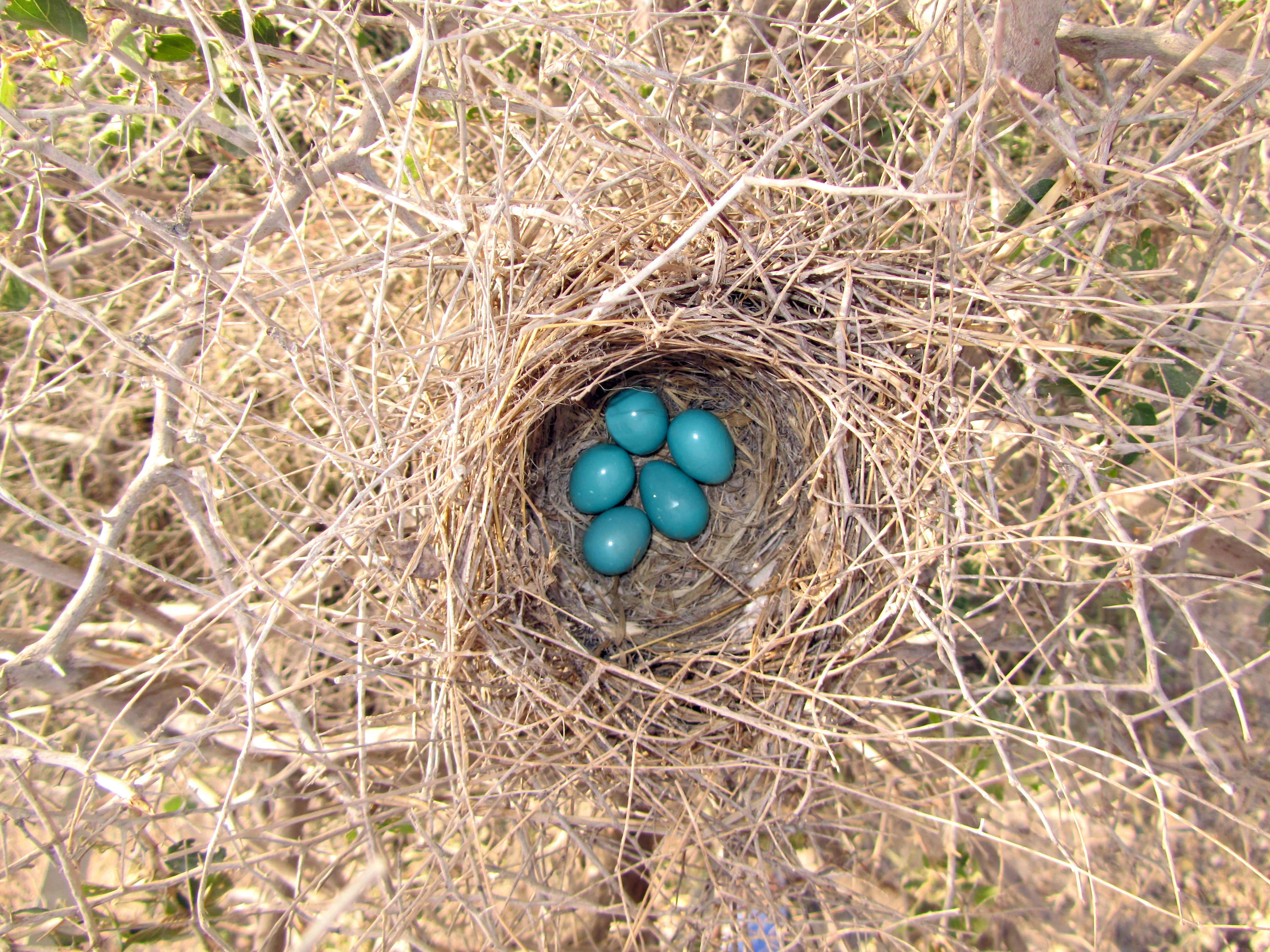
لانه و تخم‌های لیکو در جنوب ایران